# Magyar Néphadsereg 104. Honi Légvédelmi Rakétaezred
A Magyar Néphadsereg 104. Honi Légvédelmi Rakétaezred, a Magyar Néphadsereg honi légvédelmi tüzérezrede, majd a Magyar Légierő honi légvédelmi rakétaezrede volt. 1991-ben került felszámolásra.

## A szervezet rövid története
A Magyar Néphadsereg 104. Önálló Honi Légvédelmi Tüzérezred 1960. október 1-én alakult meg Nagytarcsa helyőrségben. Első parancsnoka Sárközi Sándor alezredes volt, akit a Honvédelmi Miniszter 1960. október 12-én nevezett ki.
A 104. Honi Légvédelmi Tüzérezred felállítása a 11. Honi Légvédelmi Tüzérezred tapasztalatai alapján folyt. Az osztályok tervezett állománya már az átképző tanfolyam alatt gyakorlati lehetőséget kapott a lőtéri tapasztalatokat szerzett osztályoknál.
1961. augusztus 1-ével Tétényi Emil őrnagyot nevezték ki az ezred parancsnokának. Az ezred az első rakéta éleslövészetét 1961. október második felében hajtotta végre a Szovjetunióban.
Az ezred megalakulása a harckészültségi szolgálatba történt belépéssel fejeződött be lényegében 1962. január 1-ével.
Ugyanekkor az 1. Honi Légvédelmi Hadosztály közvetlen alárendeltségébe került. A 11. Honi Légvédelmi Tüzérezreddel közösen alkották az ún. Budapest-dunaújvárosi tűzrendszert.
Az osztályok telepítése ekkortájt a következő volt: a technikai osztály Isaszeg mellett állomásozott. A légvédelmi rakéta osztályok pedig Nógrádverőce, Vácegres, Gyömrő, Táborfalva és Szabadszállás helyőrségekben voltak elhelyezve.
Az 1960-as és 1970-es években állandó harckészültséget, majd a nemzetközi helyzet enyhülésével készültséget láttak el az ezred katonái, őrizve a békét.
1971-ben a táborfalvai 104/6. honi légvédelmi tüzérosztályt kivonták a harckészültségből.
A technikai fejlesztésig egészen 1978-ig kellett várni, ekkor kezdték el az országban lecserélni a SZ–75 Dvina technikát a modernebb SZ-75M Volhovra.
Az alakulatnál a nagy változás akkor következett be, amikor az ezrednek helyőrséget kellett változtatnia. Az átdiszlokálás szervezési, személyi változásokkal együtt járt és következett be. A szervezési változások következménye, hogy egyes osztályok átalárendelésre kerültek a 11. Honi Légvédelmi Tüzérezredhez, amely közben dandárrá alakult át, vagy viszont. A sárbogárdi 11/4. Honi Légvédelmi Tüzérosztály így került már 1978-ban átadásra a 104. Honi Légvédelmi Tüzérezrednek. Szinte elővetítve a későbbi áttelepülését az ezrednek Sárbogárdra.
Erre azért került sor, mert az 1970-es évek közepére a légi ellenség fő iránya északnyugatiról fokozatosan délnyugatira tevődött át. Ezért átalakították a Budapest-dunaújvárosi tűzrendszert úgy, hogy az alakulatot közelebb telepítették a védendő területhez, ami Dunaújváros és Paks légvédelmi oltalmazását jelentette.
Az ezred parancsnokság 1983. július 4-én és a Technikai Üzemeltető Szolgálat (TÜSZ) Nagytarcsáról áttelepült Sárbogárd helyőrségbe. Az osztályok ennek megfelelően kerültek átvételre, és elhelyezésre. Részleteiben és eredendően megváltozott az osztályok létszáma. Az ezred osztályai lettek: 104/1 Sárbogárd, a 104/2 Szabadszállás, a 104/3 Dunaföldvár. Ebből az utóbbi kettő előzően is az ezredhez tartozott.
Az ezred átszervezése számtalan új feladatot jelentett. Megváltozott az elhelyezésen kívül a harcálláspont, melynek telepítése és berendezése sok gondot okozott.
Az ezred parancsnokság részére új parancsnoki épületet építettek és új korszerű harcálláspontot. Az elhelyezést kulturáltan biztosító épületeket, körleteket, tantermeket rendbe kellett hozni és a megnövekedett létszámnak megfelelően biztosítani.
1985-ben Mezőfalva határában fekvő helyőrségben a 104. Honi Légvédelmi Rakétaezred éleslövészettel egybekötve rendszerbe állította a SZ-200 VEGA nagy hatótávolságú honi légvédelmi rakétarendszert.
Az ezred 1983 és 1991 között az összes katonai feladatát, a harckészültségi, a kiképzési, a rakéta éleslövészetet jó és kiváló szinten teljesítette.
1987-ben a RUBIN-feladat keretében újabb változás következett be, és az eddigi légvédelmi tüzérezredeket átnevezték légvédelmi rakétaezredekké.
Az 1990-es évek elején bekövetkezett változások során elsőként a szabadszállási osztály szűnt meg.
Az alakulat 1991. június 30-án ünnepélyes, bár tragikusnak mondható körülmények között szűnt meg hivatalosan. A zászlót be kellett szállítani és leadni a Hadtörténeti Intézetben további megőrzésre. Az ezred ezt követően felszámolásra került, utód alakulat nélkül maradt, a továbbiakban a 11. Honi Légvédelmi Rakétadandár vette át a még meglévő osztályokat, és anyagát.

## A légvédelmi tüzér-, majd 1983-tól rakétaezred szervezete

### 1960-1983 közötti szervezeti felépítés
- 104. Honi Légvédelmi Tüzérezred Parancsnokság - Nagytarcsa
- 104/1. Honi Légvédelmi Tüzértechnikai Osztály - Isaszeg
- 104/2. Honi Légvédelmi Tüzérosztály - Szabadszállás
- 104/3. Honi Légvédelmi Tüzérosztály - Nógrádverőce, majd Madocsa
- 104/4. Honi Légvédelmi Tüzérosztály - Vácegres
- 104/5. Honi Légvédelmi Tüzérosztály - Gyömrő
- 104/6. Honi Légvédelmi Tüzérosztály - Táborfalva

### 1983. utáni új szervezeti felépítés
- 104. Honi Légvédelmi Tüzérezred Parancsnokság - Sárbogárd
- 104. Honi Légvédelmi Tüzértechnikai Osztály - Sárbogárd
- 104/1. Honi Légvédelmi Tüzérosztály - Sárbogárd
- 104/2. Honi Légvédelmi Tüzérosztály - Szabadszállás
- 104/3. Honi Légvédelmi Tüzérosztály - Dunaföldvár
- 104/4. Honi Légvédelmi Tüzérosztály - Mezőfalva

## Ezredparancsnokok
- 1960-tól: Sárközi Sándor alezredes
- 1961-től: Tétényi Emil őrnagy-alezredes
- 1970-től: Békési Miklós alezredes
- 1978-tól: Vass József őrnagy-alezredes
- 1983-tól: Zopcsák László alezredes